# 95895 Sebastiano
95895 Sebastiano este o planetă minoră (asteroid) din centura de asteroizi. A fost descoperită pe 25 aprilie 2003 la  de . 
Obiectul prezintă o orbită caracterizată de o semiaxă mare de 2,3727197737392 UAi, o excentricitate de 0,061104124877461, o înclinație de 7,0163610839353 ° în raport cu ecliptica.